# Misión Santa Rosalía de Mulegé

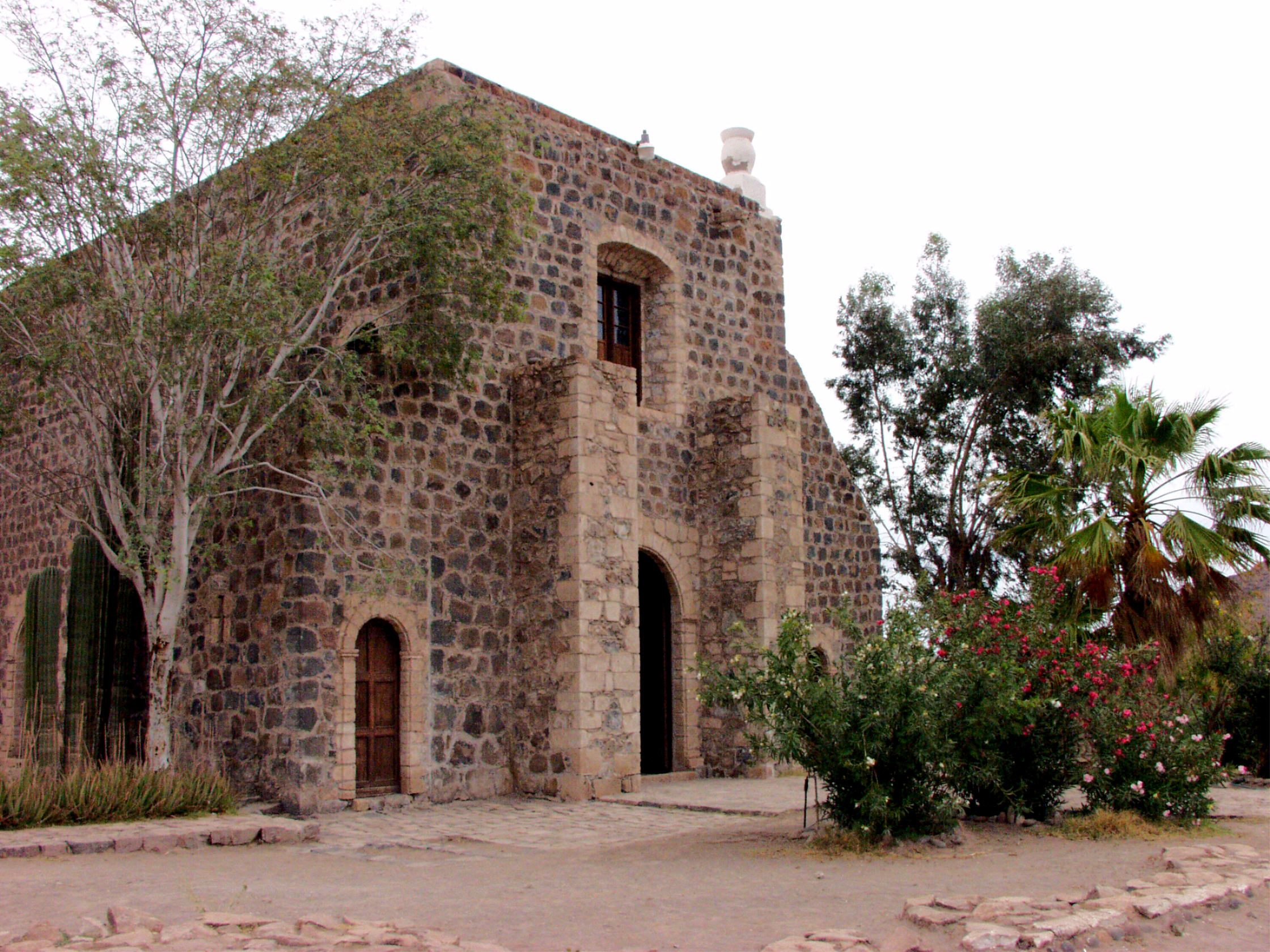
Misión de Santa Rosalía de Mulegé.

La Misión de Santa Rosalía de Mulegé fundada por Juan Manuel Basaldúa en noviembre de 1705, se encuentra ubicada en la población de Mulegé (Baja California Sur). La población se encuentra ubicada en la costa del Mar de Cortés a aproximadamente 50 km al sur de la ciudad de Santa Rosalía (Baja California Sur).

## Toponimia
La misión de Santa Rosalía fue fundada por los jesuitas en una región que los cochimíes llamaban "Caaman Cagaleja" que significa "Barranca Grande de la Boca Blanca", hoy Mulegé.

## Un poco de historia
El sitio donde fue establecida la Misión de Mulegé fue encontrado por accidente debido a una tormenta que desvió el navío que proveniente de Sonora iba rumbo a la recién fundada Misión de Nuestra Señora de Loreto con misioneros y provisiones a bordo, a causa de la tormenta el barco se desvió y ancló en el sitio que fue del agrado de los padres misioneros que venían a bordo para establecer una misión. El padre Juan María de Salvatierra exploró la zona y tomó nota que los nativos le llamaban al lugar Caaman Cagaleja.
En mayo de 1704 el padre Juan de Ugarte trató de encontrar una ruta hacia el norte de la península sin lograrlo. En agosto del mismo año los padres jesuitas Francisco María Piccolo y Juan Manuel Basaldúa navegaron de Loreto a la provincia de Sonora ubicada al otro extremo del Golfo de California en busca de provisiones, a su regreso pasaron por la actual Bahía Concepción y desembarcaron en Mulegé antes de continuar el viaje.
Al año siguiente el padre Juan Manuel Basaldúa partió de la Misión de Nuestra Señora de Loreto con fondos de Nicolás de Arteaga, hasta llegar al sitio que los nativos llamaban Caaman Cagaleja y logró establecer un asentamiento misional.

## La fundación
La Misión fue fundada en noviembre del año 1705 con fondos del marques de Villapuente, por el padre misionero jesuita Juan Manuel Basaldúa, según instrucciones que le dio el padre Juan María Salvatierra antes de salir rumbo a la Ciudad de México a donde fue convocado. El padre Basaldúa duró solamente un año en el lugar, fue sustituido por el padre Francisco María Piccolo que estuvo al frente de la misión hasta 1718. Siguieron los padres misioneros Sebastián Sistiaga hasta el año 1727 y, Juan Bautista Luyando quien estuvo hasta 1734.

## La construcción
Le tocó al padre Francisco Escalante terminar la construcción de la misión en piedra, construcción que terminó en el año 1766. La Misión de Mulegé fue punto de partida para el establecimiento de las misiones de San Ignacio (Kadakaaman) y La Purísima.
La misión fue abandonada en 1828 por falta de población, sin embargo con el desarrollo económico de la península de Baja California en el pasado siglo, la población de Mulegé aumentó en forma considerable y ello trajo consigo el florecimiento de la vieja Misión que fue restaurada y volvió a prestar servicios religiosos a los fieles.